# Khvitxa Kvaratskhèlia
Khvitxa Kvaratskhèlia (georgià: ხვიჩა კვარაცხელია Tbilisi, 12 de febrer del 2001), més conegut com a Kvara, és un futbolista georgià que juga com a extrem al Paris Saint-Germain de la Ligue 1 i a la selecció de futbol de Geòrgia.

## Trajectòria

### Inicis
És fill de Badri Kvaratskhèlia, exfutbolista i entrenador, nascut a la República Socialista Soviètica de Geòrgia però amb passaport de l'Azerbaidjan.
Porducte de la cantera del Dinamo Tbilisi, va debutar amb el primer equip el 29 de setembre del 2017, durant un partit de l'Erovnuli Liga empatat a un contra el Kolkheti-1913 Poti. L'11 de novembre sigüent, va fer el seu primer gol com a professional amb la samarreta del Dinamo, marcant el gol de la victòria (1-0) contra el Shukura Kobuleti.
El març del 2018, va fitxar pel FC Rustavi. La seva experiència al nou club va durar només una temporada, on va fer tres gols i va jugar 18 partits.
El 15 de febrer del 2019 va marxar al FK Lokomotiv Moscou cedit fins a final de la temporada. Amb els moscovites va jugar un total de 10 partits, on va arribar a fer un gol en la Liga Premier de Rússia, a la victòria per 4-0 contra el Rubín Kazan. El 22 de maig, el Lokomotiv Moscou va guanyar la Copa de Rússia, vencent al FK Ural Iekaterinburg per 1 a 0 a la final; Kvaratskhelia va entrar cap al final del partit, guanyant així el primer títol de la seva carrera. L'1 de juliol, el club va anunciar que no es quedaria amb al jugador, tot i que Yuri Siomin, el seu entrenador, comptava amb ell.

### Rubin i Dinamo Batumi
El 6 de juliol signa un contracte de cinc anys amb el Rubín Kazan. Va debutar el 15 de juliol següent contra el seu club anterior, el Lokomotiv de Moscou, marcant el gol de l'1-1 final. Va acabar la temporada 2019-20 amb 3 gols en 27 partits, convertint-se, a més, en el millor jugador jove de la competició. Va continuar millorant el seu rendiment la següent temporada, fent 4 gols en 23 partits, començant a destacar i cridant l'atenció de grans clubs d'Europa. El desembre del 2020, va ser triat millor jugador georgià de l'any. El 26 de maig del 2021 fou nomenat millor jugador jove de la lliga russa per segona temporada consecutiva. El 5 d'agost del 2021 va debutar a competicions europees, al partit d'anada de la tercera ronda de classificació de la Europa Conference League contra el Raków Częstochowa. El 29 de desembre va ser nomenat un altre cop futbolista georgià de l'any.
El 24 de març del 2022, va rescindir el seu contracte amb el Rubín Kazan a causa de suposades crítiques i amenaces a ell i a la seva família, per culpa de les tensions derivades de l'invasió russa dUcraïna. Kvaratskhelia va decidir aleshores tornar al seu país i fitxar pel Dinamo Batumi, signant un contracte de dos anys. Va debutar el 2 d'abril a la victòria per 1-0 davant del Telavi. El 18 d'abril va fer els seus dos primers gols amb la seva nova samarreta, en un partit que va acabar amb victòria pel seu equip er 5 a 2 contra el FC Gagra. Va acabar la seva curta experiència al club georgià marcant 8 gols durant els 11 partits que va jugar en total, la qual cosa li va valer per ser anomenat millor jugador de la primera part de l'Erovnuli Lliga 2022.

### Napoli
L'1 de juliol del 2022 es va anunciar el seu fitxatge pel Napoli per 10 milions d'euros més 2 en variables. Kvaratskhèlia va triar el número 77.
Va debutar amb l'equip italià el 15 d'agost següent, a la primera jornada de la Serie A, contribuint amb un gol i una assistència a la victoria per 5-2 sobre el Hellas Verona. D'aquesta manera es va convertir en el tercer jugador georgià que marcava un gol a la máxima categoría italiana, després de Kaladze i Mchedlidze. El 21 d'agost, l'extrem va protagonitzar el 4-0 a casa contra el Monza, on va marcar el seu primer doblet amb la samarreta del Nàpols. Després d'aquests partits, Kvaratskhèlia va encapçalar la llista de màxims golejadors de la Sèrie A, convertint-se en el primer jugador de la història del Nàpols a marcar tres gols en els dos primers partits de lliga. A més, va ser nomenat Jugador del Mes de la Sèrie L'agost de 2022. El 3 de setembre, va fer gol decisiu a la victòria per 2-1 al camp del Lazio. Cinc dies després, el 8 de septembre, també va debutar a la Lliga de Campions, com a titular al partit de la lligueta de grups contra el Liverpool: on va donar una assistència pel gol de Giovanni Simeone, participant així a la victòria final dels napolitans per 4-1. El 4 d'octubre va marcar el seu primer gol a la Lliga de Campions en la victòria fora de casa per 6-1 contra l'Ajax. Amb un altre gol i una assistència a la tornada una setmana després, Kvaratskhèlia va ser nomenat Man of the Match i va ser inclòs a l'equip de competició de la setmana. Amb tres gols i una assistència durant el mes de febrer de 2023, Kvaratskhèlia va ser nomenat Jugador del Mes de la Sèrie A per segona vegada, convertint-se en el primer jugador a guanyar el premi diverses vegades en la mateixa temporada. El mes següent li va portar més reconeixement quan va rebre un altre premi al Jugador del Mes de la Sèrie A, un trofeu similar de l'Associació de Futbolistes Italians i el premi al Gol del Mes de la Sèrie A per un gol marcat a la victòria per 2-0 contra Atalanta l'11 de març.
El 2 de juny de 2023, després de guanyar l'Scudetto amb 10 assistències i 12 gols, va ser nomenat millor jugador de la temporada a la Sèrie A. L'11 de juny de 2023 va ser nomenat jugador jove de la temporada de la UEFA Champions League.
El 27 de setembre, Kvaratskhelia va marcar a la victòria del Nàpols per 4-1 sobre l'Udinese, posant fi a la seva sequera de gols de sis mesos. Durant aquesta temporada va marcar deu cops més, inclòs un gol contra la Fiorentina el 17 de maig, que va ser reconegut pels aficionats com a Gol del Mes de la Sèrie A. Amb un total d'11 gols a la Lliga i sis assistències va ser el segon màxim golejador del Nàpols després de Victor Osimhen.
El 10 d'octubre de 2024, Kvaratskhelia va ser nomenat Jugador del Mes de la Sèrie A per quarta vegada, fet que s'ha convertit en un assoliment rècord compartit amb el jugador de la Roma Paulo Dybala. El 16 de gener de 2025, Kvaratskhelia va anunciar la seva sortida de Nàpols en un vídeo a xarxes socials. Molts aficionats del Nàpols es van mostrar indignats per aquesta decisió, ja que el Nàpols era el primer a la taula de la lliga en aquell moment i lluiten per aconseguir el seu segon Scudetto en tres temporades.

### Paris Saint-Germain
El 17 de gener de 2025, el Paris Saint-Germain de la Ligue 1  va anunciar el fitxatge de Kvaratskhelia amb un contracte fins al juny de 2029, convertint-se en el primer jugador georgià de la història del club. Es va informar d'una ransferència al voltant dels 80 milions d'euros (70 + 10 milions de variables de fàcil assoliment).
El 25 de gener de 2025, Kvaratskhelia va debutar amb el PSG en un empat 1-1 contra el Reims, donant una assistència a Ousmane Dembélé per al primer gol del partit. El 7 de febrer, va marcar el seu primer gol amb el PSG en una victòria per 4-1 contra el Mònaco. El 19 de febrer, Kvaratskhelia va marcar el seu primer gol amb el PSG a la Lliga de Campions en una victòria per 7-0 contra el Brest. El 5 d'abril, després d'una victòria per 1-0 contra l'SCO Angers, el PSG va guanyar el seu 13è títol de la Ligue 1, i Kvaratskhelia es va convertir en el primer georgià a guanyar la Ligue 1.
El 23 de maig de 2025, el Nàpols va guanyar el seu quart títol de la Sèrie A. Kvaratskhelia, però, no rebria el premi per haver deixat el club al gener. No obstant això, Kvaratskhelia encara rebria una medalla de guanyador per haver jugat 17 partits a la temporada abans del seu traspàs al PSG.
El 25 de maig de 2025, el Paris Saint-Germain va guanyar la seva 16a Copa de França, i tot i que Kvaratskhelia va ser baixa al partit final es va convertir en el primer georgià a guanyar la Copa francesa.
Una setmana després, el 31 de maig, Kvaratskhelia va marcar el quart gol del PSG en la victòria per 5-0 contra l'Inter de Milà a la final de la Lliga de Campions, aconseguint el primer títol del club en la competició. També es va convertir en el primer georgià a marcar en una final de competició de clubs de la UEFA i el segon georgià a guanyar la Lliga de Campions, després de Kakha Kaladze.
El 23 de juny de 2025, va marcar el gol inicial contra el Seattle Sounders en el tercer partit de la fase de grups de la Copa Mundial de Clubs de la FIFA 2025, convertint-se en el primer georgià a marcar un gol a la Copa Mundial de Clubs de la FIFA.

## Selecció de Geòrgia
Després de passar per la selecció de futbol sub-17 de Geòrgia i la sub-20, finalment va fer el seu debut amb la Selecció de futbol de Geòrgia el 7 de juny del 2019 en un partit de classificació per a l'Eurocopa 2020 contra Gibraltar que va acabar amb un resultat de 3-0 a favor del combinat georgià després dels gols de Valerian Gvilia, Giorgi Papunashvili i Vato Arveladze.
El 14 d'octubre de 2020, va marcar el seu primer gol internacional sènior en un empat per 1-1 a la UEFA Nations League amb Macedònia del Nord. Va marcar tres gols en quatre partits de la primera fase de la Lliga de Nacions 2022–23, i va encapçalar la llista de jugadors en dues nominacions, inclosa la classificació general. En els dos partits de tardor restants, Kvaratskhèlia va afegir dos gols més, fet que el va convertir en el jugador georgià més prolífic durant aquest torneig. whoscored.com el va nomenar al Millor XI tant al juny com al setembre i li va atorgar el punt de valoració estacional més alt (8,2) entre els jugadors de l'equip del Grup C.
Va ser un dels jugadors clau per a la classificació de la selecció georgiana per a l'Eurocopa d'Alemanya 2024.
Va marcar l'1-0 davant de Portugal al que va ser la primera victòria de Geòrgia en una Eurocopa.

## Estadístiques

### Clubs
Actualitzat a 01/08/2025.
| Club                          | Div.          | Temporada     | Lliga | Lliga | Lliga   | Copa nacional | Copa nacional | Copa nacional | Copa internacional | Copa internacional | Copa internacional | Total | Total | Total   |
| Club                          | Div.          | Temporada     | Part. | Gols  | Assist. | Part.         | Gols          | Assist.       | Part.              | Gols               | Assist.            | Part. | Gols  | Assist. |
| ----------------------------- | ------------- | ------------- | ----- | ----- | ------- | ------------- | ------------- | ------------- | ------------------ | ------------------ | ------------------ | ----- | ----- | ------- |
| SK Dinamo Tbilisi Geòrgia     | 1a            | 2017          | 4     | 1     | 1       | 1             | 0             | 0             | ―                  | ―                  | ―                  | 5     | 1     | 1       |
| SK Dinamo Tbilisi Geòrgia     | Total club    | Total club    | 4     | 1     | 1       | 1             | 0             | 0             | 0                  | 0                  | 0                  | 5     | 1     | 1       |
| FC Rustavi Geòrgia            | 1a            | 2018          | 18    | 3     | 3       | 0             | 0             | 0             | ―                  | ―                  | ―                  | 18    | 3     | 3       |
| FC Rustavi Geòrgia            | Total club    | Total club    | 18    | 3     | 3       | 0             | 0             | 0             | 0                  | 0                  | 0                  | 18    | 3     | 3       |
| FK Lokomotiv Moscou Rússia    | 1a            | 2018-19       | 7     | 1     | 0       | 3             | 0             | 0             | ―                  | ―                  | ―                  | 10    | 1     | 0       |
| FK Lokomotiv Moscou Rússia    | Total club    | Total club    | 7     | 1     | 0       | 3             | 0             | 0             | 0                  | 0                  | 0                  | 10    | 1     | 0       |
| FK Rubin Kazan Rússia         | 1a            | 2019-20       | 27    | 3     | 2       | 1             | 0             | 0             | ―                  | ―                  | ―                  | 28    | 3     | 2       |
| FK Rubin Kazan Rússia         | 1a            | 2020-21       | 23    | 4     | 4       | 0             | 0             | 0             | ―                  | ―                  | ―                  | 23    | 4     | 4       |
| FK Rubin Kazan Rússia         | 1a            | 2021-22       | 19    | 2     | 4       | 1             | 0             | 0             | 2                  | 0                  | 0                  | 22    | 2     | 4       |
| FK Rubin Kazan Rússia         | Total club    | Total club    | 69    | 9     | 10      | 2             | 0             | 0             | 2                  | 0                  | 0                  | 73    | 9     | 10      |
| FK Dinamo Batumi Geòrgia      | 1a            | 2022          | 11    | 8     | 2       | ―             | ―             | ―             | ―                  | ―                  | ―                  | 11    | 8     | 2       |
| FK Dinamo Batumi Geòrgia      | Total club    | Total club    | 11    | 8     | 2       | 0             | 0             | 0             | 0                  | 0                  | 0                  | 11    | 8     | 2       |
| SSC Napoli Itàlia             | 1a            | 2022-23       | 34    | 12    | 10      | 0             | 0             | 0             | 9                  | 2                  | 4                  | 43    | 14    | 14      |
| SSC Napoli Itàlia             | 1a            | 2023-24       | 34    | 11    | 6       | 3             | 0             | 0             | 8                  | 0                  | 1                  | 45    | 11    | 7       |
| SSC Napoli Itàlia             | 1a            | 2024-25       | 17    | 5     | 3       | 2             | 0             | 0             | ―                  | ―                  | ―                  | 19    | 5     | 3       |
| SSC Napoli Itàlia             | Total club    | Total club    | 85    | 28    | 16      | 5             | 0             | 0             | 17                 | 2                  | 5                  | 107   | 30    | 24      |
| Paris Saint-Germain FC França | 1a            | 2024-25       | 14    | 4     | 3       | 2             | 0             | 0             | 16                 | 4                  | 4                  | 32    | 8     | 7       |
| Paris Saint-Germain FC França | Total club    | Total club    | 14    | 4     | 3       | 2             | 0             | 0             | 16                 | 4                  | 4                  | 32    | 8     | 7       |
| Total carrera                 | Total carrera | Total carrera | 208   | 54    | 38      | 11            | 0             | 0             | 37                 | 6                  | 9                  | 256   | 60    | 47      |

### Selecció
Actualitzat a 31/05/2025
| Selecció Nacional | Any natural | Partits Jugats | Gols aconseguits |
| ----------------- | ----------- | -------------- | ---------------- |
| Georgia           | 2019        | 1              | 0                |
| Georgia           | 2020        | 4              | 1                |
| Georgia           | 2021        | 7              | 4                |
| Georgia           | 2022        | 7              | 5                |
| Georgia           | 2023        | 9              | 5                |
| Georgia           | 2024        | 12             | 2                |
| Georgia           | 2025        | 1              | 1                |
| Total             | Total       | 41             | 18               |

## Palmarès

#### Lokomotiv Moscou
- 1 Copa de Rússia: 2018–19[57]

#### Napoli
- 2 Serie A: 2022–23,[58] 2024–25[59]

#### Paris Saint-Germain
- Ligue 1: 2024–25[60]
- Copa de França: 2024–25[61]
- UEFA Champions League: 2024–25[62]
- Supercopa d'Europa: 2025[63]

#### Distincions individuals
| Distinció | Any                    |
| --- | ---------------------- |
| Jugador sub-17 de l'any a l'Erovnuli Liga 2017                                                                  | 2017                   |
| Millor jugador jove de la Lliga Premier Russa: 2019-20 i 2020-21                                                | 2020, 2021             |
| Millor extrem esquerre de la Lliga Premier Russa: 2020-21                                                       | 2021                   |
| Futbolista de l'any a Geòrgia: 2020, 2021, 2022 i 2023                                                          | 2020, 2021, 2022, 2023 |
| Un del 100 millors jugadors de futbol del món segons The Guardian                                               | 2022                   |
| Jugador de la temporada a la Serie A i 4 cops jugador del mes: Agost 2022, Febrer 2023, Març 2023, Octubre 2024 | 2022-23                |
| Jugador jove de la temporada a la UEFA Champions League                                                         | 2022-23                |
| Nominació a la Pilota d'Or 2023 (17a posició)                                                                   | 2023                   |
| Ordre d'Honor de Geòrgia: 2024                                                                                  | 2024                   |